# Ster van Bessèges 2010
De Ster van Bessèges 2010 (Frans: Étoile de Bessèges 2010) werd gehouden van 3 februari tot en met 7 februari in Frankrijk. Het was de 40e editie van deze Franse rittenkoers, die deel uitmaakte van de UCI Europe Tour 2010. De eindwinst was voor de Fransman Samuel Dumoulin.

## Etappe-overzicht
| etappe | datum      | start             | eindstreep       | afstand | winnaar         | land      |
| ------ | ---------- | ----------------- | ---------------- | ------- | --------------- | --------- |
| 1e     | 3 februari | Aigues-Mortes     | Le Grau-du-Roi   | 146 km  | Borut Božič     | Slovenië  |
| 2e     | 4 februari | Nîmes             | Saint-Ambroix    | 141 km  | Borut Božič     | Slovenië  |
| 3e     | 5 februari | Pont-Saint-Esprit | Bagnols-sur-Cèze | 148 km  | Samuel Dumoulin | Frankrijk |
| 4e     | 6 februari | Alès              | Alès             | 140 km  | Arnaud Molmy    | Frankrijk |
| 5e     | 7 februari | Gagnières         | Bessèges         | 145 km  | Niko Eeckhout   | België    |

## Etappe-uitslagen

### 1e etappe
| rang | renner             | land      | ploeg                   | tijd       |
| ---- | ------------------ | --------- | ----------------------- | ---------- |
| 1    | Borut Božič        | Slovenië  | Vacansoleil             | 3u 42' 49" |
| 2    | Niko Eeckhout      | België    | An Post-Sean Kelly      | z.t.       |
| 3    | Arnaud Molmy       | Frankrijk | Roubaix-Lille Métropole | z.t.       |
| 4    | Sébastien Chavanel | Frankrijk | Française des Jeux      | z.t.       |
| 5    | Grégory Joseph     | België    | Française des Jeux      | z.t.       |
| 6    | Fabien Bacquet     | Frankrijk | BigMat-Auber 93         | z.t.       |
| 7    | Tom Veelers        | Nederland | Skil-Shimano            | z.t.       |
| 8    | Johan Mombaerts    | Frankrijk | BigMat-Auber 93         | z.t.       |
| 9    | Dominique Rollin   | Canada    | Cervélo TestTeam        | z.t.       |
| 10   | Stefan van Dijk    | Nederland | Verandas Willems        | z.t.       |

### 2e etappe
| rang | renner             | land      | ploeg                   | tijd       |
| ---- | ------------------ | --------- | ----------------------- | ---------- |
| 1    | Borut Božič        | Slovenië  | Vacansoleil             | 3u 27' 38" |
| 2    | Arnaud Molmy       | Frankrijk | Roubaix-Lille Métropole | z.t.       |
| 3    | Niko Eeckhout      | België    | An Post-Sean Kelly      | z.t.       |
| 4    | Dominique Rollin   | Canada    | Cervélo TestTeam        | z.t.       |
| 5    | Sébastien Chavanel | Frankrijk | Française des Jeux      | z.t.       |
| 6    | Samuel Dumoulin    | Frankrijk | Cofidis                 | z.t.       |
| 7    | Enrico Gasparotto  | Italië    | Astana                  | z.t.       |
| 8    | Fabien Bacquet     | Frankrijk | BigMat-Auber 93         | z.t.       |
| 9    | Hans Dekkers       | Nederland | Landbouwkrediet         | z.t.       |
| 10   | Tom Veelers        | Nederland | Skil-Shimano            | z.t.       |

### 3e etappe
| rang | renner             | land      | ploeg                        | tijd       |
| ---- | ------------------ | --------- | ---------------------------- | ---------- |
| 1    | Samuel Dumoulin    | Frankrijk | Cofidis                      | 3u 24' 36" |
| 2    | Borut Božič        | Slovenië  | Vacansoleil                  | z.t.       |
| 3    | Tom Veelers        | Nederland | Skil-Shimano                 | z.t.       |
| 4    | Niko Eeckhout      | België    | An Post-Sean Kelly           | z.t.       |
| 5    | Matthieu Ladagnous | Frankrijk | Française des Jeux           | z.t.       |
| 6    | Fabien Bacquet     | Frankrijk | BigMat-Auber 93              | z.t.       |
| 7    | Pieter Jacobs      | België    | Topsport Vlaanderen-Mercator | z.t.       |
| 8    | Steven Tronet      | Frankrijk | Roubaix-Lille Métropole      | z.t        |
| 9    | Grégory Joseph     | België    | Française des Jeux           | z.t.       |
| 10   | Enrico Gasparotto  | Italië    | Astana                       | z.t.       |

### 4e etappe
| rang | renner             | land      | ploeg                        | tijd       |
| ---- | ------------------ | --------- | ---------------------------- | ---------- |
| 1    | Arnaud Molmy       | Frankrijk | Roubaix-Lille Métropole      | 3u 20' 27" |
| 2    | Anthony Geslin     | Frankrijk | Française des Jeux           | z.t.       |
| 3    | Pieter Ghyllebert  | België    | An Post-Sean Kelly           | z.t.       |
| 4    | Matthieu Ladagnous | Frankrijk | Française des Jeux           | z.t.       |
| 5    | Dominique Rollin   | Canada    | Cervélo TestTeam             | z.t.       |
| 6    | Pieter Jacobs      | België    | Topsport Vlaanderen-Mercator | z.t.       |
| 7    | Thomas De Gendt    | België    | Topsport Vlaanderen-Mercator | z.t.       |
| 8    | Jean-Luc Delpech   | Frankrijk | Bretagne-Schuller            | z.t        |
| 9    | Frédéric Amorison  | België    | Landbouwkrediet              | z.t.       |
| 10   | Jocelyn Bar        | Frankrijk | Roubaix-Lille Métropole      | z.t.       |

### 5e etappe
| rang | renner             | land       | ploeg              | tijd       |
| ---- | ------------------ | ---------- | ------------------ | ---------- |
| 1    | Niko Eeckhout      | België     | An Post-Sean Kelly | 3u 15' 07" |
| 2    | Valentin Iglinski  | Kazachstan | Astana             | z.t.       |
| 3    | Hans Dekkers       | Nederland  | Landbouwkrediet    | z.t.       |
| 4    | Tom Veelers        | Nederland  | Skil-Shimano       | z.t.       |
| 5    | Steven Caethoven   | België     | Landbouwkrediet    | z.t.       |
| 6    | Johan Mombaerts    | Frankrijk  | BigMat-Auber 93    | z.t.       |
| 7    | Borut Božič        | Slovenië   | Vacansoleil        | z.t.       |
| 8    | Matthieu Ladagnous | Frankrijk  | Française des Jeux | z.t.       |
| 9    | Romain Lemarchand  | Frankrijk  | BigMat-Auber 93    | z.t.       |
| 10   | Samuel Dumoulin    | Frankrijk  | Cofidis            | z.t.       |

## Eindklassementen

### Algemeen klassement
| Ster van Bessèges 2010 |                    |                        |           |
| Plaats                 | Naam               | Ploeg                  | tijd      |
| Oranje trui            | Samuel Dumoulin    | Cofidis                | 17u10'27" |
| 2                      | Matthieu Ladagnous | Française des Jeux     | +00' 03"  |
| 3                      | Pieter Ghyllebert  | An Post-Sean Kelly     | +00' 04"  |
| 4                      | Thomas De Gendt    | Topsport Vlaanderen-M. | z.t.      |
| 5                      | Julien Loubet      | AG2R-La Mondiale       | +00' 05"  |
| 6                      | Arnaud Gérard      | Française des Jeux     | +00' 06"  |
| 7                      | Sander Armée       | Topsport Vlaanderen-M. | +00' 07"  |
| 8                      | Laurent Lefèvre    | Bbox Bouygues Télécom  | z.t.      |
| 9                      | Blel Kadri         | AG2R-La Mondiale       | +00' 08"  |
| 10                     | Pierrick Fédrigo   | Bbox Bouygues Télécom  | z.t.      |
|                        |                    |                        |           |
| 13                     | Johnny Hoogerland  | Vacansoleil-DCM        | +00' 09"  |

1971 · 1972 · 1973 · 1974 · 1975 · 1976 · 1977 · 1978 · 1979 · 1980 · 1981 · 1982 · 1983 · 1984 · 1985 · 1986 · 1987 · 1988 · 1989 · 1990 · 1991 · 1992 · 1993 · 1994 · 1995 · 1996 · 1997 · 1998 · 1999 · 2000 · 2001 · 2002 · 2003 · 2004 · 2005 · 2006 · 2007 · 2008 · 2009 · 2010 · 2011 · 2012 · 2013 · 2014 · 2015 · 2016 · 2017 · 2018 · 2019 · 2020 · 2021 · 2022 · 2023 · 2024 · 2025